# Pannello a sandwich

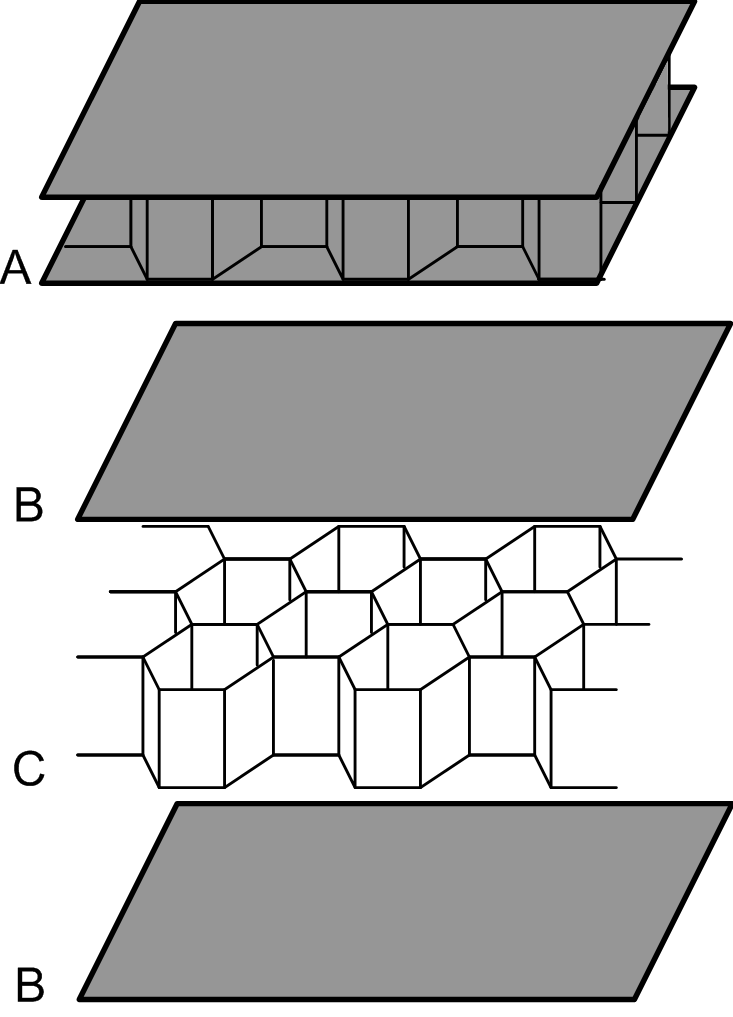
Diagramma di un pannello sandwich assemblato (A), e dei suoi componenti, le pelli (B) e il core a nido d'ape (C) (o in alternativa in schiuma)

Per pannello a sandwich (o struttura a sandwich) si intende un elemento costituito da due strati resistenti, detti pelli o facce, distanziati tra loro e collegati rigidamente ad un elemento connettivo che prende il nome di core: la struttura così composta ha un comportamento statico notevolmente migliore delle singole parti da cui è costituita.
Il core è in genere un materiale leggero e poco resistente, che permette di distanziare le pelli, composte di materiale nobile e di spessore ridotto.
Le pelli sono preposte alla distribuzione dei carichi nel piano, la presenza del core è invece utile ad aumentare il valore della rigidezza flessionale del pannello, che dipende dalla distanza delle lamine dal piano medio. L'impiego di tale struttura è quindi paragonabile al concetto della trave con sezione a I, dove l'anima serve ad aumentare la rigidezza flessionale nella direzione della stessa. Distanziando le pelli si ottiene un incremento notevolissimo della rigidezza rispetto a un pannello costituito soltanto da uno spessore di materiale pari a quello delle due facce, con un incremento di peso ridottissimo. Per queste ragioni negli ultimi quaranta anni nell'industria aerospaziale si è sempre più consolidato l'impiego di pannelli sandwich.
Un esempio più comune di pannello sandwich è costituito da quel cartone in cui gli strati esterni piani sono separati da uno strato di cartone ondulato.

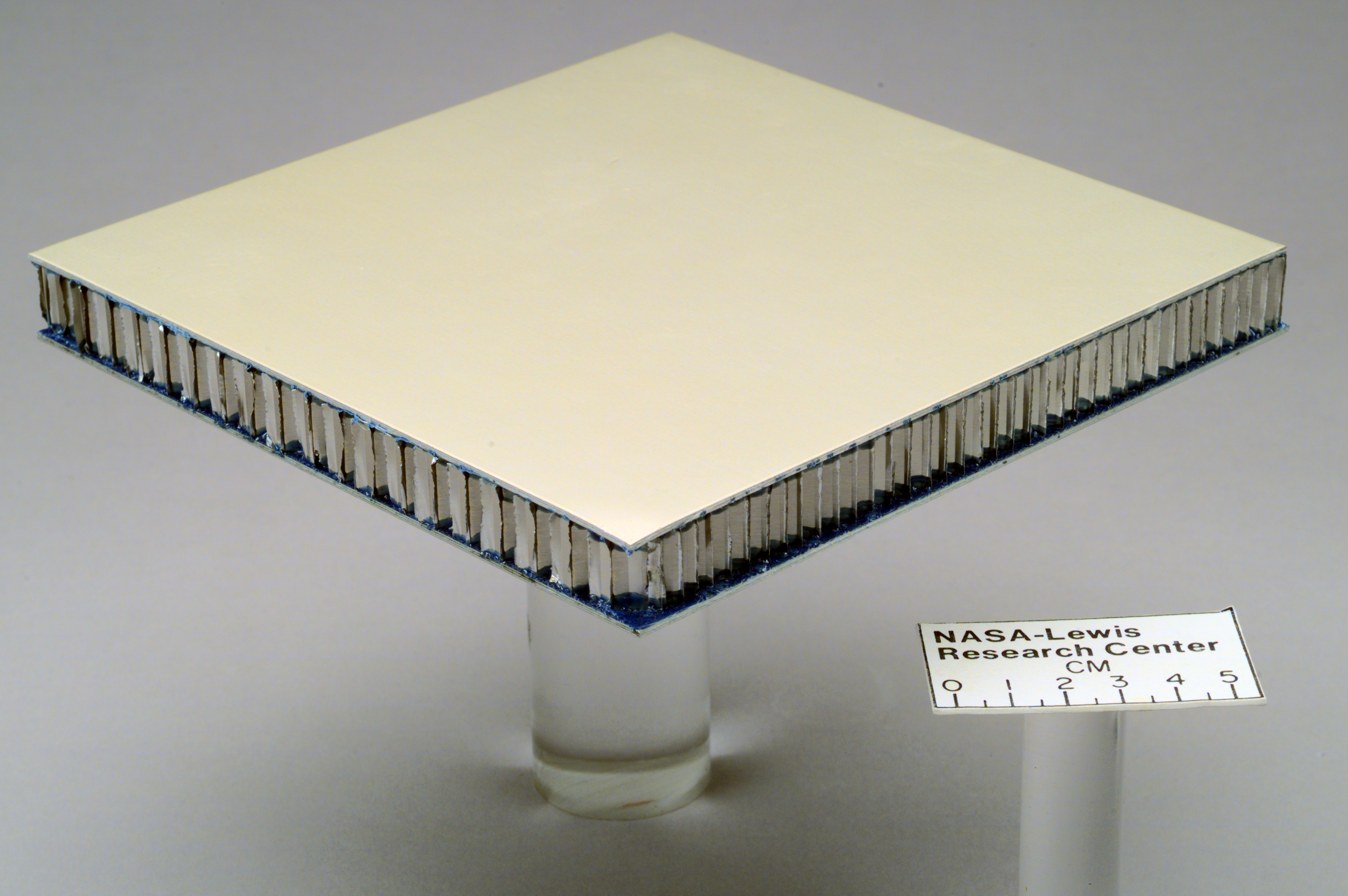
Sandwich composito utilizzato per sperimentazioni presso la NASA

## Pelli
Le pelli sono solitamente costituite di materiale dall'elevata resistenza meccanica, che può essere un materiale composito in fibra di vetro, carbonio o kevlar, o anche di alluminio sottile o acciaio.

## Core
Per il core vengono impiegate strutture con celle a nido d'ape (honeycomb), schiume oppure altri materiali.

### Celle a nido d'ape
Le celle a nido d'ape vengono ottenute in vari modi: 
- da lastre sottili di alluminio che vengono lavorate per espansione o per deformazione. Nel primo caso si sovrappongono le lastre tra le quali è stato preposizionato adesivo strutturale su fasce a intervalli equidistanti, con l'accortezza di sfasare quello dello strato inferiore rispetto a quello superiore. Si polimerizza l'adesivo strutturale in modo da ottenere l'ancoraggio su queste fasce e si deforma il blocco con una trazione opportuna in direzione perpendicolare alle lastre deformandolo plasticamente. Nel secondo caso si lavorano prima le lastre deformandole plasticamente attraverso il passaggio tra rulli dentati con opportune geometrie e si ottiene il prodotto finito per incollaggio;
- strutture a nido d'ape costituite da celle di fibre aramidiche in una matrice di resina termoindurente.

Si ricordano alcuni problemi di instabilità locale o globale che presentano sandwich con honeycomb core:
- il crimpling è un fenomeno di disallineamento dei piani delle pelli a seguito di una sollecitazione di taglio che induce un eccessivo sforzo locale della cella; per ovviare a questo problema occorre dimensionare lo spessore della cella in modo che possa sostenere i carichi previsti;
- il wrinkling è una sorta di fenomeno di buckling localizzato delle pareti di un insieme di celle che si presenta come un avvallamento in una delle pelli; in questo caso il problema è legato al modulo di compressione di facce e core;
- il dimpling si presenta come una eccessiva flessione della pelle nello spazio vuoto tra le pareti delle celle creando una superficie ondeggiata; dimensionando l'area delle celle si può monitorare questa forma di instabilità globale della pelle.

### Schiume

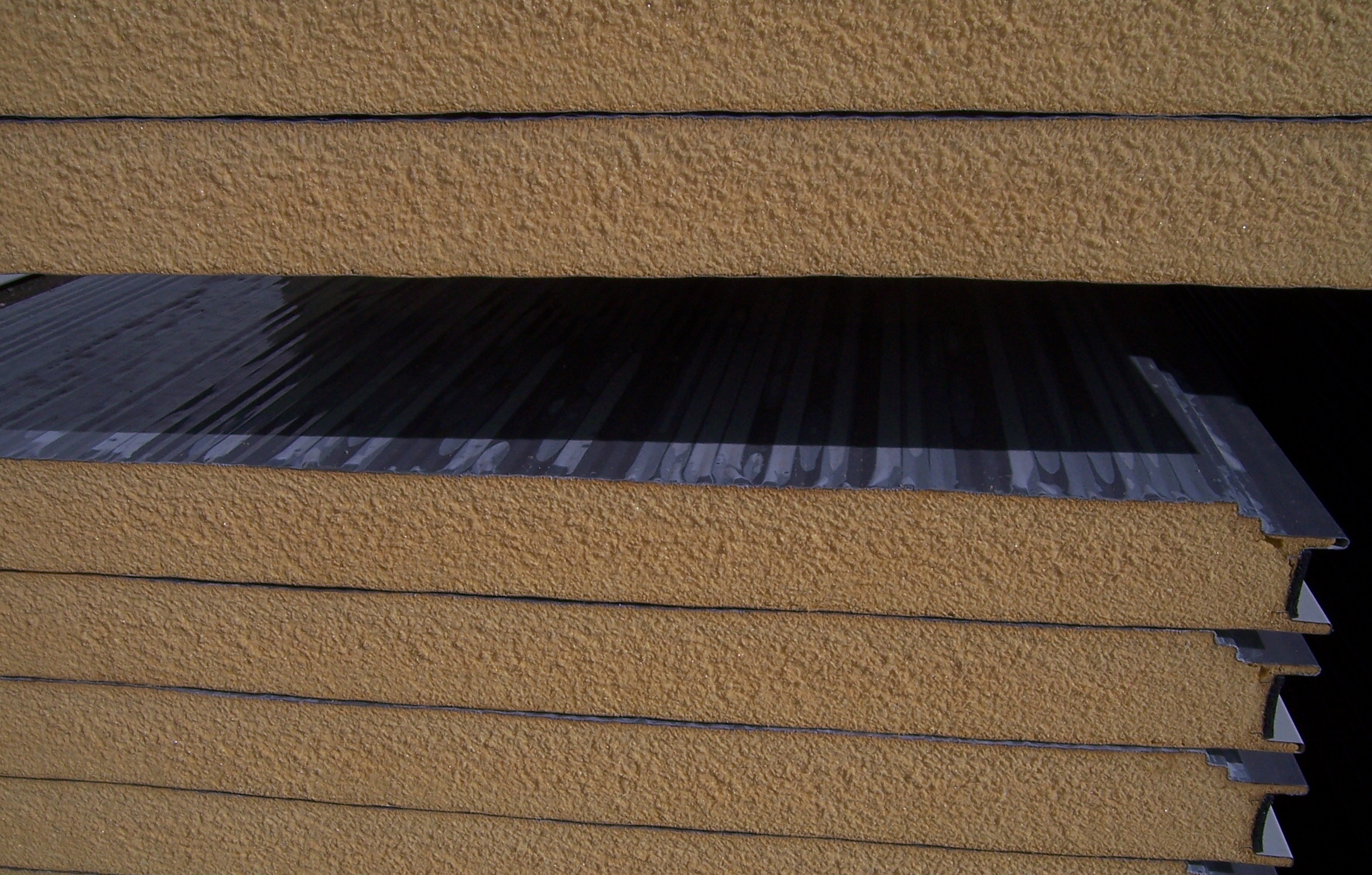
Pannelli sandwich in schiuma di poliuretano e pelli in acciaio per la realizzazione di pareti.

Si definiscono schiume quei materiali cellulari ottenuti mediante la dispersione di un gas in un materiale plastico solido. La schiuma può essere:
- a celle aperte, se la fase gassosa è continua;
- a celle chiuse, se la fase gassosa non è interconnessa;
- flessibile, semi-rigida o rigida;
- di materiale termoplastico o termoindurente.

La schiuma può essere allo stato liquido, se viene immessa a pressione nello stampo unitamente al gas, oppure in blocchi solidi semilavorati che vengono opportunamente tagliati e lavorati. Le schiume sono facilmente lavorabili e hanno basso costo, e per questo sono solitamente usate per costruire pannelli sandwich, nonostante le loro caratteristiche meccaniche siano inferiori a quelle del nido d'ape. Presentano ottime caratteristiche di isolamento termico e acustico, ottima capacità di smorzamento delle vibrazioni e resistenza agli urti.

### Altri
Altri materiali in uso sono:
- lana di roccia a fibre orientate (comune nei pannelli coibentati a parete e di copertura usati per esempio nella costruzione di prefabbricati e capannoni);
- fibre ricoperte con una matrice in resina termoindurente;
- materiali plastici stampati.

## Adesivo strutturale
L'adesivo è necessario per unire le pelli al core. Si utilizzano adesivi a film con caratteristiche molto simili a quelle delle resine che costituiscono le matrici nei materiali compositi, per cui è necessaria la polimerizzazione in autoclave. Esistono diverse formulazioni chimiche a seconda della natura dei materiali da unire (metallo-metallo, metallo-composito, composito-composito).

## Comportamento meccanico

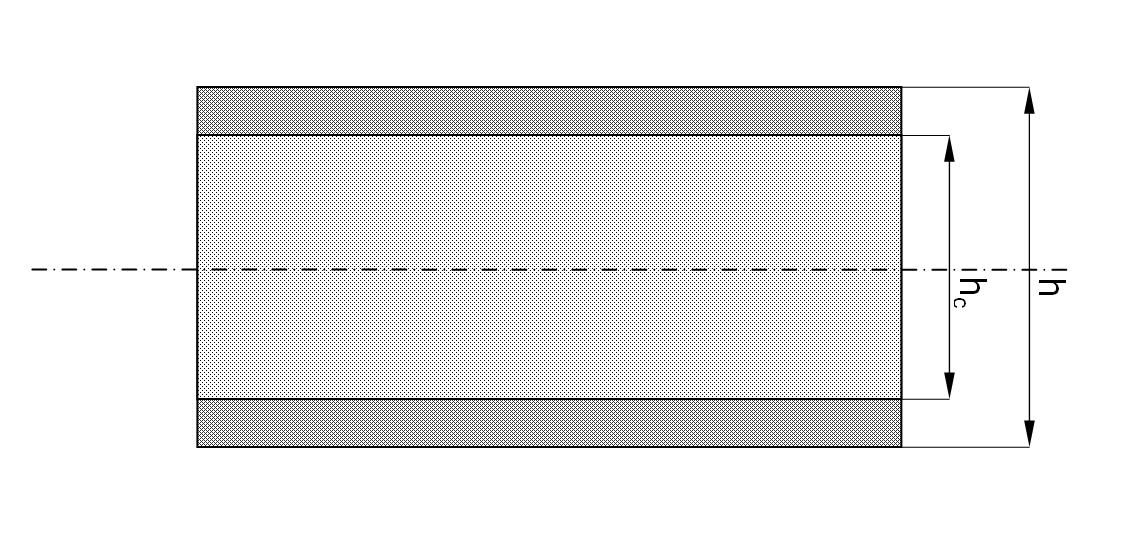
Sezione trasversale del pannello sandwich

Il modo giusto di lavorare un pannello sandwich è a flessione e a taglio. Esso viene schematizzato come una piastra e il suo comportamento flessionale è regolato dalla nota formula:
{\displaystyle D\nabla ^{4}w(x,y)=p(x,y)}
La rigidezza flessionale è data dalla somma dei contributi del core e delle pelli:
{\displaystyle D=E_{c}\cdot I_{c}+E_{p}\cdot I_{p}}
I cui momenti d'inerzia, per unità di larghezza, valgono rispettivamente:
{\displaystyle I_{c}={\frac {1}{12}}h_{c}^{3}}
e
{\displaystyle I_{p}={\frac {1}{12}}(h^{3}-h_{c}^{3})}
Sostituendo nella prima equazione e dividendo numeratore e moltiplicatore per {\displaystyle h^{3}}, spessore totale del pannello, si ottiene:
{\displaystyle D={\frac {1}{12}}h^{3}[E_{c}\lambda ^{3}+E_{p}(1-\lambda ^{3})]={\frac {1}{12}}h^{3}E^{*}}
dove:
{\displaystyle \lambda ={\frac {h_{c}}{h}}}
Mentre con {\displaystyle E^{*}} si è indicato il modulo di Young equivalente del pannello.

## Applicazioni

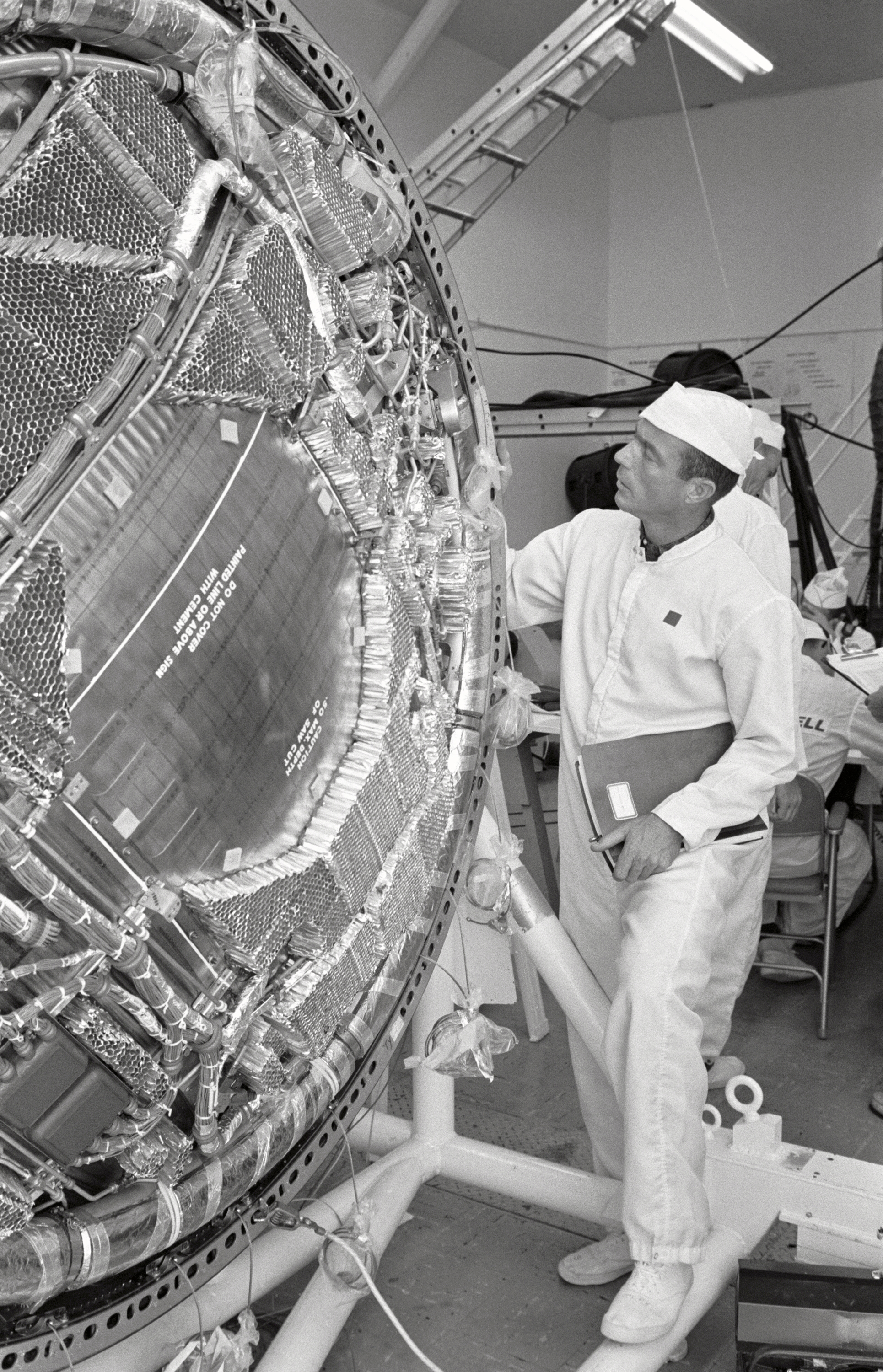
L'astronauta Malcolm Scott Carpenter esamina una struttura a nido d'ape della capsula Aurora 7.

### Airbus A380
Il nuovo Airbus A380 utilizza un nuovo tipo di honeycomb realizzato in kevlar, che si ritrova in applicazioni come i pannelli interni e i flap delle ali. A parità di peso, il kevlar è cinque volte più resistente dell'acciaio e il suo impiego consente sostanziali risparmi di peso.

### Terminal 3 dell'Aeroporto di Shenzhen-Bao'an
La copertura del terminal, inaugurato il 28 novembre nel 2013, è realizzata su progetto degli architetti italiani Massimiliano e Doriana Fuksas: fra le caratteristiche salienti della nuova realizzazione che copre una superficie di 500 000 metri quadrati e che all'interno contiene 63 gates e uno spazio commerciale, vi è la forma della copertura che ricorda una manta ed è rivestita da una doppia pelle a nido d'ape. La struttura è lunga 1,5 chilometri e larga 80 metri.

## Industria Fotografica
I pannelli sandwich, grazie alla loro leggerezza unita alla planarità e alla rigidità delle facce, hanno trovato applicazioni versatili nell'industria fotografica. Questi pannelli, composti da due strati esterni rigidi in pvc espanso con all'interno un core costituito da una struttura con celle a nido d’ape (honeycomb), offrono una soluzione ideale per la produzione di pannelli leggeri accoppiati alla stampa su carta fotografica. I pannelli sandwich si sono rivelati un'opzione eccellente per la produzione di stampe fotografiche di alta qualità da esporre nelle gallerie d'arte, negli spazi domestici e in ambienti commerciali